# غوكهان أونال
غوكهان أونال (بالتركية: Gökhan Ünal)‏ (23 يوليو 1982 بأنقرة في تركيا - ) هو لاعب كرة قدم تركي في مركز الهجوم. شارك مع منتخب تركيا تحت 17 سنة لكرة القدم ومنتخب تركيا تحت 20 سنة لكرة القدم ومنتخب تركيا لكرة القدم. أما مع النوادي، فقد لعب مع أوفتاس سبور وعثمانلي سبور وغنتشلربيرليغي وكارسياكا وكايسري سبور ونادي إسطنبول باشاكشهر ونادي طرابزون سبور ونادي فنربخشة ونادي كارديمير كارابوك سبور وYozgatspor ‏ وبالق أسير سبور.

## وصلات خارجية
- غوكهان أونال على موقع الاتحاد الدولي (مؤرشف)  (الإنجليزية)
- غوكهان أونال على موقع الاتحاد الأوربي (الإنجليزية)
- غوكهان أونال على موقع اتحاد تركيا (لاعب) (الإنجليزية)
- غوكهان أونال على موقع قاعدة بيانات كرة القدم.إي يو (الإنجليزية)
- غوكهان أونال على موقع بيانات كرة القدم. دي إي (الألمانية)
- غوكهان أونال على موقع ناشيونال فوتبول تيمز (الإنجليزية)
- غوكهان أونال على موقع Soccerway.com (الإنجليزية)
- غوكهان أونال على موقع عالم كرة القدم.نت (الإنجليزية)